# Дашкевич Михайло
Дашкевич Михайло (*6 вересня 1875 – 1948) — український письменник. Псевдоніми: Клябука, Місяченько.

## З біографії
Народ. 6 вересня 1875 р. у с. Киселиці (тепер Путильський р-н Чернівецької
обл.). Закінчив учительську семінарію (1899) у Чернівцях, працював учителем, директором школи
у Вашківцях (1918–1933). Літературну діяльність почав у 1902 р., писав оповідання, драматичні
сценки. Помер 22 липня 1948 р. у Римніку Вилча (Румунія).

## Творчість
Автор соціально-побутових оповідань «Сліпець», «Святий вечір», «Гриць перед шибеницею»,
драматичних сценок.